# Macrotrachela induta
Macrotrachela induta är en hjuldjursart som beskrevs av Donner 1951. Macrotrachela induta ingår i släktet Macrotrachela och familjen Philodinidae. Inga underarter finns listade i Catalogue of Life.